# ساختن یک ساختمان
ساختن یک ساختمان (Building a Building) یک فیلم انیمیشن کوتاه آمریکایی محصول ۱۹۳۳ است که توسط استودیو انیمیشن والت دیزنی تولید و توسط یونایتد آرتیستس منتشر شده‌است. این کارتون بازسازی یکی از فیلم‌های اسوالد، خرگوش خوش‌شانس به نام آسمان خراش‌ها محصول ۱۹۲۸ است، این کارتون میکی ماوس را در حال کار در یک ساختمان تحت نظارت پگ لگ پیت در حالی که مینی ماوس در حال دادن جعبه‌های نهار به کارگران است نشان می‌دهد. این فیلم توسط دیوید هاند کارگردانی شد که اولین کارگردانی وی در دیزنی نیز بود، و همچنین والت دیزنی و مارچلین گارنر و بیلی بلچر به ترتیب شخصیت‌های میکی، مینی و پیت را صداپیشگی می‌کنند. این فیلم ۵۱مین فیلم کوتاه میکی ماوس و اولین فیلم در آن سال بود.
این فیلم در ششمین دوره جوایز اسکار نامزد دریافت جایزه اسکار بهترین پویانمایی کوتاه شد، اما در مقابل فیلم سه خوک فسقلی یکی دیگر از فیلم‌های دیزنی باخت. این دومین کارتون میکی ماوسی بود که نامزد اسکار شد.